# Bistum Espoo

Gebiet des Bistums

Das Bistum Espoo (finn.: Espoon Hiippakunta) ist eines von neun Bistümern der Evangelisch-Lutherischen Kirche von Finnland mit Sitz in Espoo. Es umfasst die finnischsprachigen Kirchengemeinden im westlichen Uusimaa.

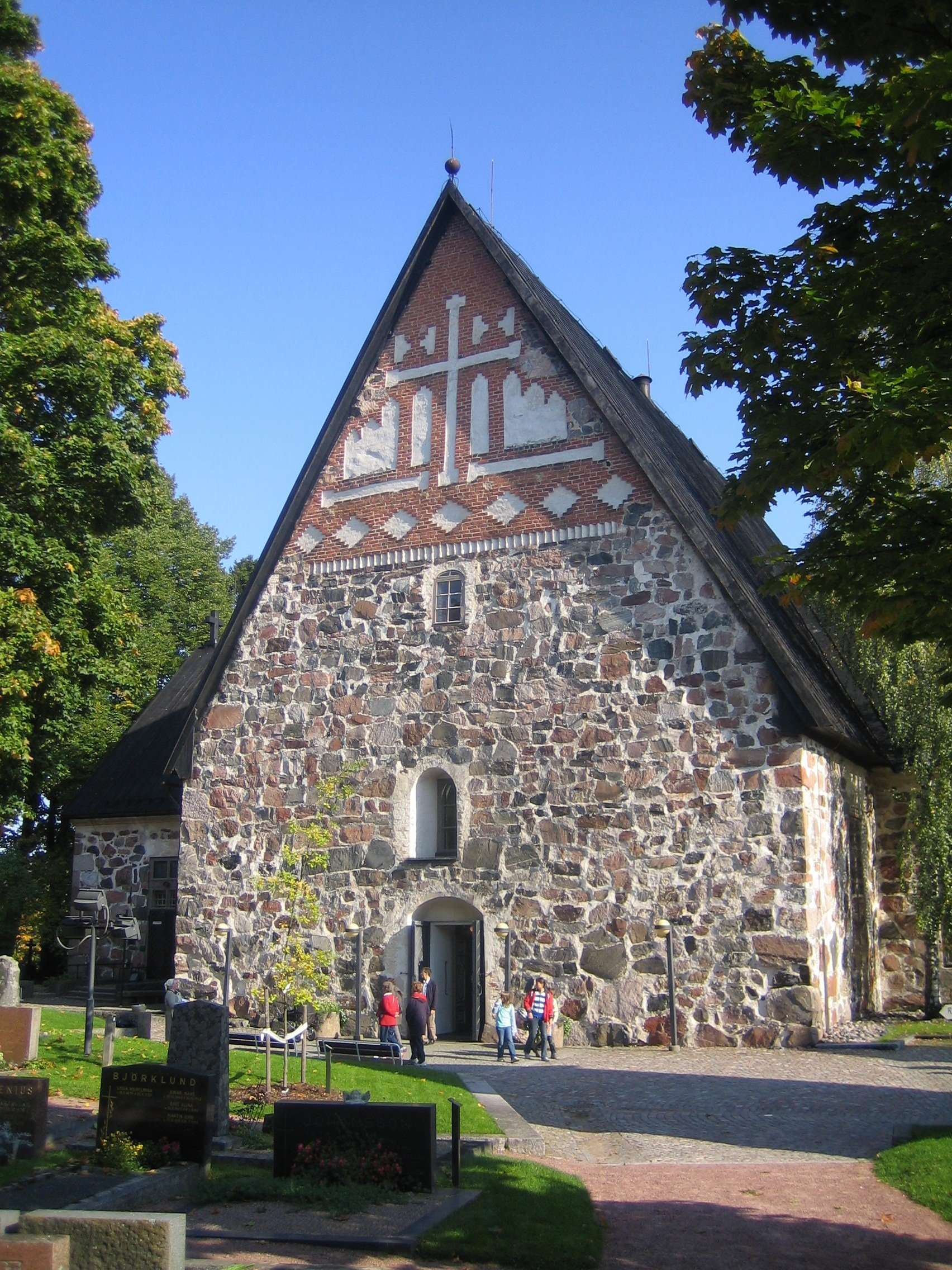
Dom von Espoo

Das Bistum wurde erst 2004 gegründet und ist somit das jüngste Bistum der Kirche. Es entstand durch eine Aufteilung des Bistums Helsinki. Die Kathedrale des Bistums ist der Dom von Espoo. Bischöfin ist seit 2019 Kaisamari Hintikka.
Das Bistum ist in drei Propsteien und 19 Kirchengemeinden aufgeteilt. Im Gebiet des Bistums wohnen ca. 700.000 Personen, von denen 68 % zur evangelisch-lutherischen Kirche gehören.

## Bischöfe
- Mikko Heikka (2004–2012)
- Tapio Luoma (2012–2018)
- Kaisamari Hintikka (2019–)